# John Harris (homme politique)
 (juin 2021).
Pour les articles homonymes, voir Harris.
John Henry Harris, baron Harris de Greenwich, (5 avril 1930 - 11 avril 2001) est un journaliste, conseiller politique et homme politique anglais. Après avoir été conseiller local et conseiller politique et assistant de plusieurs personnalités travaillistes, dont Roy Jenkins, il est nommé pair à vie afin de devenir ministre d'État à l'Intérieur dans les gouvernements Wilson et Callaghan entre 1974 et 1979. Il est membre fondateur des sociaux-démocrates, devenant le whip en chef des libéraux-démocrates à la Chambre des Lords entre 1994 et 2001.

## Jeunesse
Harris est né le 5 avril 1930 à Pinner, Middlesex, d'Alfred George Harris et de sa femme, May. Il fait ses études à la Pinner County Grammar School avant de travailler comme journaliste et de terminer son service national à la Direction des services juridiques de l'armée.

## Carrière politique
Il devient rédacteur en chef adjoint de Forward, un hebdomadaire de gauche, lorsqu'il s'installe à Londres en 1957, ce qui marque le début de sa carrière politique. Il est le candidat parlementaire de Bromley la même année, mais démissionne en 1959 lorsque Forward s'arrête et il devient l'assistant personnel de Hugh Gaitskell, chef de l'opposition. Décrivant la nomination de Harris, Tony Benn déclare que c'est «la meilleure chose qui soit arrivée à Hugh depuis des années» . Il devient directeur de la communication du Parti travailliste entre 1962 et 1964. Au cours de la même période, il est conseiller municipal de la ville nouvelle de Harlow (1957-1963), devenant président entre 1960 et 1961 et chef du groupe travailliste entre 1961 et 1963.
Harris devient conseiller politique lorsque le parti travailliste arrive au gouvernement après les élections générales de 1964, d'abord auprès du ministre des Affaires étrangères Patrick Gordon Walker, puis de Roy Jenkins successivement au ministère de l'Aviation, au ministère de l'Intérieur et au Trésor, jusqu'aux élections générales de 1970. Il devient correspondant politique pour The Economist jusqu'à ce que le parti travailliste revienne au pouvoir en 1974, date à laquelle il est créé pair à vie avec le titre de baron Harris de Greenwich, de Greenwich dans le Grand Londres, et est nommé ministre d'État aux Affaires intérieures sous Jenkins le ministre de l'Intérieur jusqu'en janvier 1979 quand il démissionne pour devenir le président de la Commission de libération conditionnelle pour l'Angleterre et le Pays de Galles (1979–1982).
Harris est l'un des principaux membres de la campagne du « Oui » pour le référendum de 1975 sur la question de savoir si la Grande-Bretagne devait rester membre des Communautés européennes et est coprésident du comité de campagne.
Il est membre fondateur des sociaux-démocrates en 1981 et est un partisan de leur fusion avec les libéraux en 1988. Il est le porte-parole du nouveau parti à la Chambre des Lords pour les affaires intérieures jusqu'en 1994, date à laquelle il devient Chief Whip. Il est nommé au Conseil privé en 1998.
Il occupe plusieurs autres postes, notamment : administrateur et président du groupe de réflexion britannique sur la police, The Police Foundation, président de l'Association nationale des agents de probation supérieurs (1983-1992); et membre du conseil d'administration et président de Westward Télévision.
Il est décédé à Londres le 11 avril 2001.

## Vie personnelle
Il se marie deux fois, d'abord avec Patricia Margaret Alstrom en 1952, avec qui il a deux enfants. Le mariage est dissous en 1982 et il épouse Angela Smith en 1983.
S'adressant à BBC News, le chef des libéraux démocrates Charles Kennedy déclare que Harris est "un polyvalent exceptionnellement doué dont l'expérience et les connaissances remontant à Gaitskell étaient inestimables". Rendant hommage à la Chambre des lords, Lord Henley déclare qu'"il s'était toujours comporté avec intégrité" et que lorsqu'ils étaient d'accord sur une question, il pouvait "toujours compter sur sa robustesse dans l'argumentation et sur la discipline de fer avec laquelle il rassemblait ses troupes. ". 